# Aylostera steinmannii
Aylostera steinmannii es una especie de planta suculenta perteneciente al género Aylostera, dentro de la familia Cactaceae. Se distribuye desde Bolivia hasta el noroeste de Argentina y anteriormente se le conocía como Rebutia steinmannii.

## Descripción

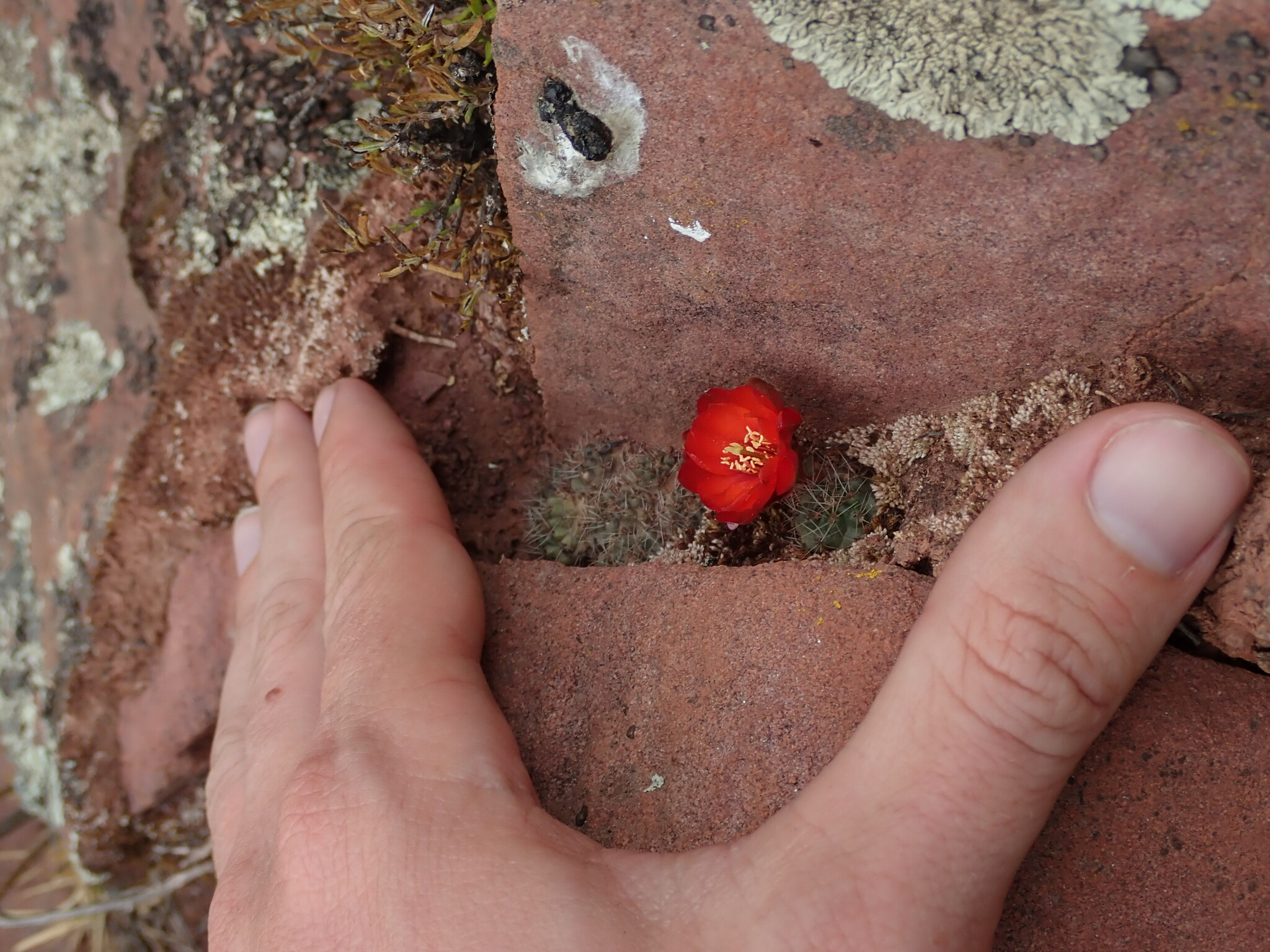
Detalle de su tamaño

Aylostera steinmannii es una especie de cactus pequeño que crece formando grupos. Sus tallos van de esféricos a cilíndricos cortos y alcanzan alturas de hasta 2 centímetros y diámetros de 1 a 3,5 centímetros, con la raíz engrosada en forma de remolacha. 
Presentan de 8 a 10 costillas dispuestas en espiral y divididas en tubérculos bajos. Las areolas son ovaladas y de color marrón a blanquecino. No tienen espinas centrales y las 8 o 13 espinas marginales son de color blanco amarillento. Tienen forma de aguja, delgadas, flexibles, sobresalientes o extendidas, a menudo entretejidas y de 3 a 10 milímetros de largo.

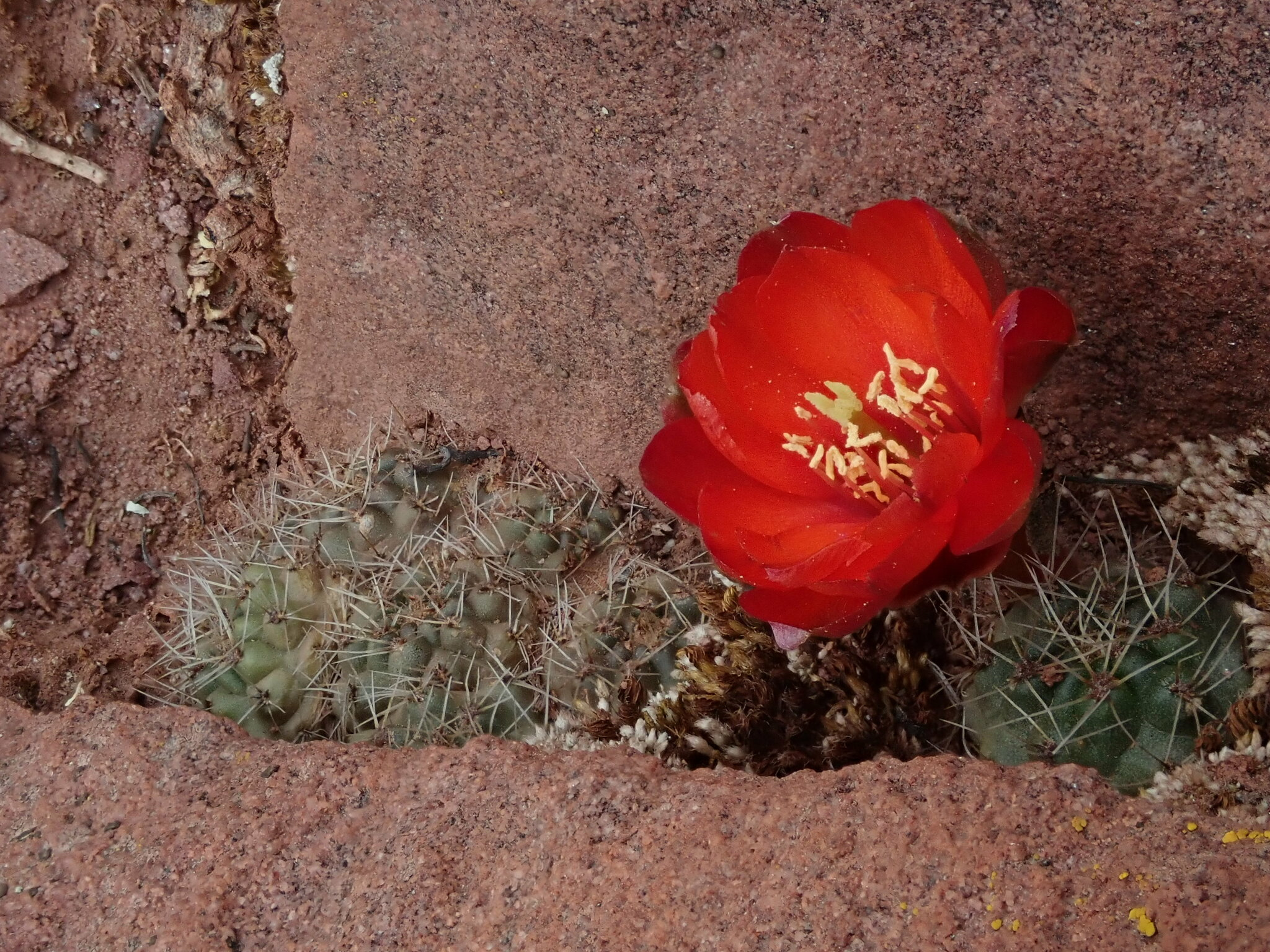
Planta en su hábitat

Las flores tienen forma de campana, son de color rojo brillante a violeta, miden hasta 5 centímetros de largo y alcanzan un diámetro de 4 centímetros. El pericarpelo y el tubo floral están cubiertos de algunos pelos grisáceos. Los estigmas son de color amarillo claro o, a veces, de un delicado color verde claro.

## Distribución y hábitat
El área de distribución nativa de esta especie va desde Bolivia hasta el noroeste de Argentina y crece principalmente en el bioma tropical montañoso.

## Taxonomía
La primera descripción de esta especie fue como Echinocactus steinmannii, publicada en 1907 por el botánico alemán Hermann zu Solms-Laubach en la revista científica Botanische Zeitung. 2. Abteilung 65(1): 133.
Más tarde, el botánico alemán Curt Backeberg trasladó la especie al género Aylostera, por lo que pasó a llamarse Aylostera steinmannii. Registró estos cambios en el libro Die Cactaceae: Handbuch der Kakteenkunde 3: 1528, publicado en 1959.

Etimología
- Aylostera: nombre genérico formado a partir de las palabras griegas aulos, transliterado irregularmente como aylos, (que significa 'tubo') y stereos (que significa 'sólido'), en alusión al tubo floral sólido que poseen.[4]
- steinmannii: epíteto específico otorgado en honor al paleontólogo y geólogo alemán Gustav Steinmann.[5]

Sinonimia
- Aylostera applanata (Rausch) Mosti & Papini, 2011
- Aylostera brachyantha (Wessner) Mosti & Papini, 2011
- Aylostera brunneoradicata (F.Ritter) Mosti & Papini, 2011
- Aylostera camargoensis (Rausch) Mosti & Papini, 2011
- Aylostera christinae (Rausch) Mosti & Papini, 2011
- Aylostera cincinnata (Rausch) Mosti & Papini, 2011
- Aylostera leucacantha (Rausch) Mosti & Papini, 2011
- Aylostera major (Rausch) Mosti & Papini, 2011
- Aylostera melanocentra (Rausch) Mosti & Papini, 2011
- Aylostera parvula (Rausch) Mosti & Papini, 2011
- Aylostera tuberculata (Rausch) Mosti & Papini, 2011
- Digitorebutia brachyantha (Wessner) Buining, 1940
- Digitorebutia costata (Werderm.) Buining, 1940
- Digitorebutia costata var. eucaliptana (Backeb.) Donald, 1957
- Digitorebutia steinmannii (Solms) Buining, 1940
- Echinocactus steinmannii Solms, 1907 (basónimo)
- Lobivia brachyantha Wessner. 1937
- Lobivia costata (Werderm.) Wessner. 1940
- Lobivia eucaliptana Backeb., 1936
- Lobivia steinmannii (Solms) Backeb., 1934
- Lobivia steinmannii var. applanata Rausch, publicación 1985-1986, 1987
- Lobivia steinmannii var. brachyantha (Wessner) Rausch, publicación 1985-1986, 1987
- Lobivia steinmannii var. camargoensis (Rausch) Rausch, publicación 1985-1986, 1987
- Lobivia steinmannii var. christinae (Rausch) Rausch, publicación 1985-1986, 1987
- Lobivia steinmannii var. cincinnata (Rausch) Rausch, publicación 1985-1986, 1987
- Lobivia steinmannii var. costata (Werderm.) Rausch, publicación 1985-1986, 1987
- Lobivia steinmannii var. leucacantha Rausch, publicación 1985-1986, 1987
- Lobivia steinmannii var. mayor Rausch, publicación 1985-1986, 1987
- Lobivia steinmannii var. melanocentra Rausch, publicación 1985-1986, 1987
- Lobivia steinmannii var. parvula Rausch, publicación 1985-1986, 1987
- Lobivia steinmannii var. rauschii (Zecher) Rausch, publicación 1985-1986, 1987
- Lobivia steinmannii var. tuberculata Rausch, publicación 1985-1986, 1987
- Mediolobivia brachyantha (Wessner) Krainz, 1947
- Mediolobivia costata (Werderm.) Krainz, 1947
- Mediolobivia costata var. eucaliptana (Backeb.) Donald, 1954
- Mediolobivia eucaliptana (Backeb.) Krainz, 1947
- Mediolobivia pectinata var. steinmannii (Solms) Y.Itô, 1981
- Mediolobivia steinmannii (Solms) Krainz, 1947
- Rebutia applanata (Rausch) Šída, 1997
- Rebutia brachyantha (Wessner) Buining y Donald, 1963
- Rebutia brunneoradicata F.Ritter, 1977
- Rebutia camargoensis Rausch, 1976
- Rebutia christinae Rausch, 1975
- Rebutia cincinnata Rausch, publicación de 1976, 1975
- Rebutia costata Werderm., 1934
- Rebutia costata f. eucaliptana (Backeb.) Buining & Donald, 1963
- Rebutia eucaliptana (Backeb.) F.Ritter, 1980
- Rebutia leucacantha (Rausch) Šída, 1997
- Rebutia major (Rausch) Šída, 1997
- Rebutia melanocentra (Rausch) Šída, 1997
- Rebutia parvula (Rausch) Šída, 1997
- Rebutia potosina F.Ritter, 1977
- Rebutia rauschii Zecher, 1977
- Rebutia steinmannii (Solms) Britton & Rose, 1922
- Rebutia steinmannii subsp. brachyantha (Wessner) Mosti, 2000
- Rebutia steinmannii var. cincinnata (Rausch) F.Ritter, 1980
- Rebutia steinmannii var. costata (Werderm.) Mosti, 2000
- Rebutia steinmannii var. eucaliptana (Backeb.) Šída, 1997
- Rebutia steinmannii var. leucacantha (Rausch) Mosti, 2000
- Rebutia steinmannii var. melanocentra (Rausch) Mosti, 2000
- Rebutia steinmannii var. tuberculata (Rausch) Mosti, 2000
- Rebutia tuberculata (Rausch) Šída, 1997

## Estado de conservación
En la Lista Roja de Especies Amenazadas de la UICN, la especie está clasificada como de “Preocupación Menor (LC)”.

## Usos
Se cultiva principalmente como planta ornamental y su propagación se realiza normalmente a través de hijuelos o semillas.